# Église arménienne Saint-Jacques de Lyon
Pour les articles homonymes, voir Église Saint-Jacques et Église arménienne.
L'église arménienne Saint-Jacques de Lyon ou église Sourp Hagop est un édifice religieux de l'Église apostolique arménienne située dans le 3e arrondissement de Lyon, au no 40 de la rue d'Arménie. L'église est dédiée à Jacques de Nisibe.

## Présentation
La construction de l'église débute le 26 juin 1954. Elle est finalement consacrée le 30 juin 1963 par Monseigneur Sérovpé Manoukian. Le projet est financé par une souscription populaire dont le principal participant était Garabed Hagopian.
Elle fête ainsi ses 60 ans en 2023, occasion d'un anniversaire avec plusieurs manifestations religieuse, musicale et culturelles.